# Taschenratten
Die Taschenratten (Geomyidae) sind eine Familie nord- und mittelamerikanischer grabender Nagetiere mit etwa 40 Arten in sechs Gattungen.

## Merkmale
Taschenratten haben sehr kleine Augen und Ohren. Ihr Körper ist plump, die Beine kurz. Der nackte Schwanz ist relativ kurz, aber mit einem sehr empfindlichen Tastsinn ausgestattet. Als Anpassung an die grabende Lebensweise scheiden die Tränendrüsen ständig eine dickflüssige Substanz aus, um die Augen vor dem Eindringen von Schmutz zu schützen; die Zähne befinden sich außerhalb der Lippen, die sich dahinter lückenlos schließen lassen. So können die Tiere die Zähne zum Graben einsetzen, ohne dass Sand in das Maul eindringt. An den Vorderfüßen befinden sich je fünf kräftige Grabklauen. Die Körpergröße variiert zwischen 9 und 30 cm (Kopfrumpflänge), hinzu kommen 4 bis 14 cm Schwanz.
Benannt sind Taschenratten nach den großen Felltaschen, die dem Verstauen von Nahrung dienen. Diese befinden sich außen an den Wangenseiten und lassen sich zu Reinigungszwecken nach außen stülpen.

## Verbreitung
Die Verbreitung reicht vom Süden Kanadas über die USA und Mexiko bis nach Panama. Dabei leben in Mexiko die mit Abstand meisten Arten. Taschenratten der Art Thomomys talpoides gehörten zu den wenigen Tierarten, die den Ausbruch des Mount St. Helens 1980 in dessen Umgebung in verhältnismäßig großer Zahl überlebten.

## Lebensweise
Fast ihr gesamtes Leben verbringen Taschenratten unter der Erde. Nur in Ausnahmefällen führt sie die Nahrungssuche an die Oberfläche. Sie graben zwei verschiedene Arten von Tunneln: Die Tunnel für die Nahrungssuche verlaufen dicht unter der Oberfläche und sind sehr eng; die Baue mit Nest-, Schlaf- und Lagerkammern liegen tiefer und erreichen beträchtliche Ausdehnungen. Taschenratten halten keinen Winterschlaf. Vor allem in den nördlichen Regionen ihres Verbreitungsgebiets stellen sie aber in der kalten Jahreszeit das Graben ein.
Die Nahrung der Taschenratten sind die unterirdischen Teile von Pflanzen, also Wurzeln und Knollen. Sie verstauen die Nahrung in ihren Backentaschen und bringen diese in die tiefer gelegenen Vorratskammern. Die Feinde sind hauptsächlich grabende Raubtiere wie Skunks und Silberdachse. Manche Nattern der Gattung Pituophis folgen den Taschenratten in ihren Gängen und werden wegen dieser Spezialisierung in ihrer Heimat als „gopher snakes“ bezeichnet.
Taschenratten sind strikte Einzelgänger, die nur zur Fortpflanzung kurz zusammenkommen. Treffen ansonsten zwei Alttiere aufeinander, kommt es zu heftigen Kämpfen. Ein Weibchen bringt pro Wurf zwei bis zehn Junge zur Welt.

## Systematik

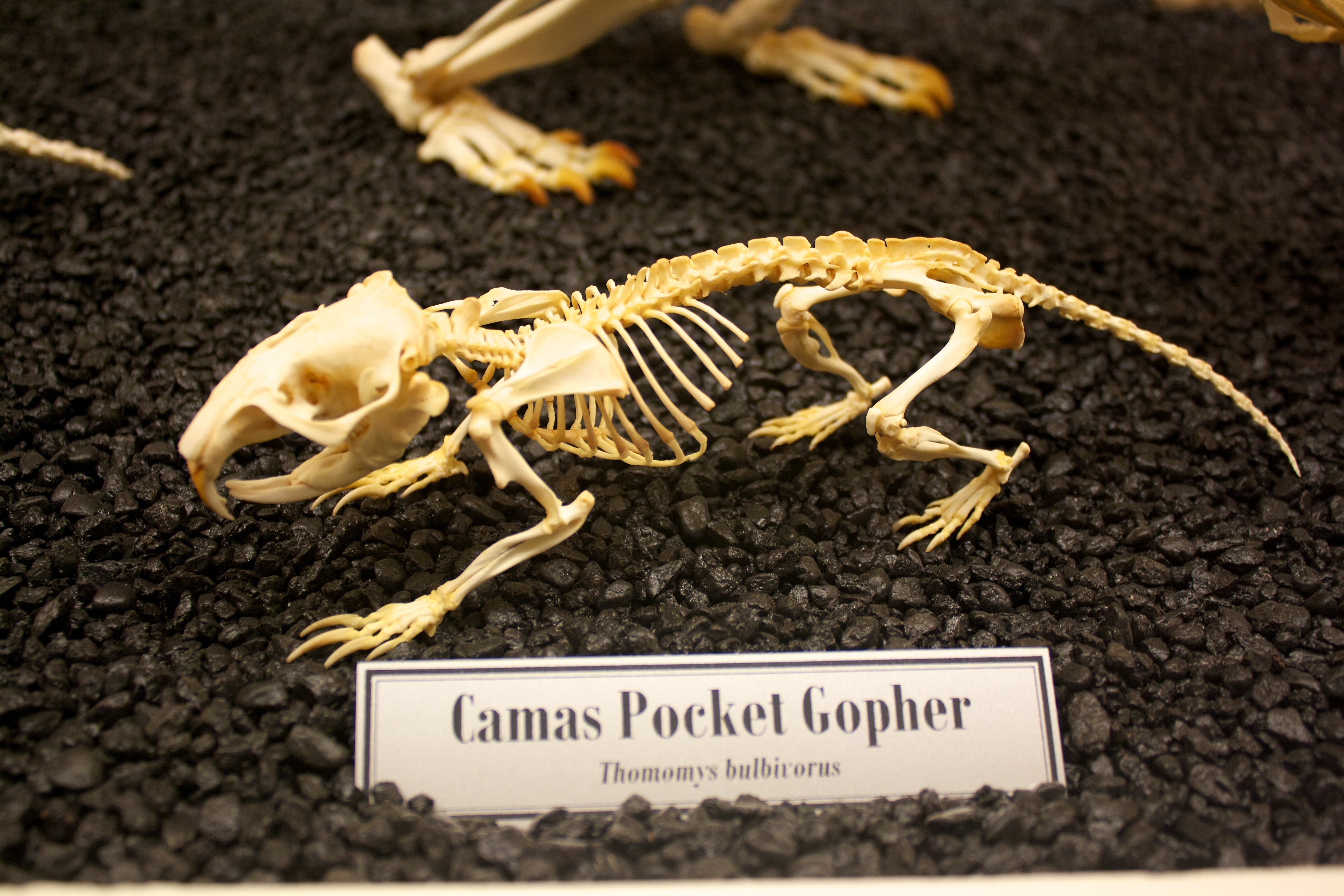
Skelett der Camas-Taschenratte im Museum of Osteology in Oklahoma City

Während McKenna und Bell die Taschenratten als Unterfamilie mit den Taschenmäusen in einer gemeinsamen Familie vereinen, sind die Geomyidae bei der überwiegenden Anzahl der Quellen eine eigenständige Familie. Unstrittig ist aber eine enge Verwandtschaft mit den Taschenmäusen. Fossil sind Taschenratten seit dem Oligozän belegt.
Innerhalb der Taschenratten werden die folgenden Gattungen mit insgesamt etwa 40 Arten unterschieden:
- Cratogeomys Merriam, 1895, mit sieben Arten in Mexiko und den südlichen Vereinigten Staaten,[3][4] wurde ursprünglich als Subgenus der Pappogeomys angesehen[5]
- Flachland-Taschenratten (Geomys Rafinesque, 1817) mit neun Arten von Südkanada bis Zentralmexiko
- Taltuzas oder Riesentaschenratten (Orthogeomys Merriam, 1895) mit elf Arten von Südmexiko bis Panama
- Pappogeomys Merriam, 1895, mit zwei Arten in Mexiko
- Gebirgs-Taschenratten (Thomomys Wied-Neuwied, 1839) mit neun Arten von Südkanada bis Nordmexiko
- Tuzas (Zygogeomys Merriam, 1895) mit einer Art in Mexiko

## Trivia
Mima Mounds ist eine Hügellandschaft, die möglicherweise durch jahrhundertelange Bioturbation von Taschenratten geschaffen wurde. Die Taschenratte ist das Maskottchen der Programmiersprache Go.